# Rußland wie es wirklich ist!

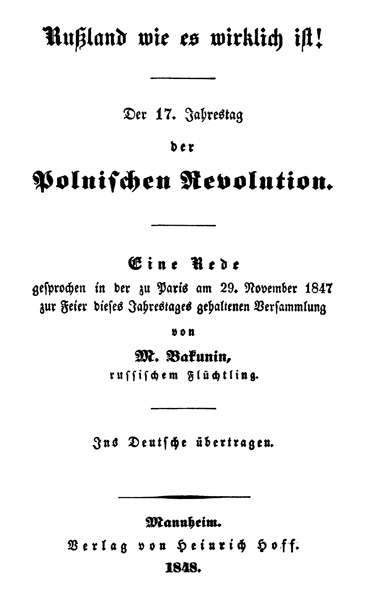
„Russland wie es wirklich ist!“ Die Rede zum Jahrestag des polnischen Aufstands machte Bakunin europaweit bekannt.

Rußland wie es wirklich ist! ist eine von dem russischen Flüchtling Michail Bakunin (1814–1876) am 17. Jahrestag der polnischen Revolution (d. h. dem 29. November 1830) gesprochene Rede auf einer am 29. November 1847 zu Paris zur Feier dieses Jahrestages gehaltenen Versammlung. Seine Brandrede, die sich hauptsächlich gegen die russische Autokratie richtete, schlug diplomatisch hohe Wellen.
Bakunin hatte die polnischen und russischen Bauern darin aufgefordert, die zaristische Macht zu stürzen, worauf der russische Botschafter am folgenden Tag die Ausweisung des Unruhestifters forderte und Bakunin nach Brüssel abreisen musste.
Der ursprünglich einer alten russischen Adelsfamilie entstammende Bakunin war ein russischer Revolutionär und Anarchist, der als einer der einflussreichsten Denker, Aktivisten und Organisatoren der anarchistischen Bewegung gilt.
Bakunin sprach bei einem großen Bankett in Paris vor etwa 1500 Menschen im Salle Valentino (251 rue Saint-Honoré), um an diesen ersten polnischen Aufstand zu erinnern. Er sagte, dass die Emanzipation Polens auch die Russlands sein werde, und er fordert die Polen nachdrücklich auf, Russland zu retten, indem sie dagegen kämpfen. Er befürwortete in Russland den Aufstand der mit der Jugend vereinigten Bauern und Soldaten, um die Macht des Zaren niederzuschlagen. Der russische Botschafter fordert sofort die Ausweisung von Bakunin und Bakunin wurde auf dessen Ersuchen aus Frankreich ausgewiesen.
Seine Bedeutung für seine ideologische Laufbahn wird durch das deutlich, was er an Herzen und Ogarjow (siehe auch Freie Russische Presse) viel später schrieb: „Seit 1846 ist die slawisch-polnische Sache meine idée fixe.“ Hier lokalisiert er selbst den Beginn seines revolutionären Panslawismus, eine Mischung aus Nationalismus um der Revolution willen.

„Auch Karl Marx und Friedrich Engels hat er sich mit seinem Auftritt zu Gegnern gemacht, denn die halten die slawischen Völker für prinzipiell "konterrevolutionär".“

Der französische Text der Rede wurde Ende des Jahres 1847 veröffentlicht, eine deutsche Übersetzung erschien 1848 bei Heinrich Hoff in Mannheim.